# حمزة الكناني
الإمام الحافظ حمزة الجنابي الكناني أحد رواة الحديث النبوي، اسمه أبو القاسم حمزة بن محمد بن علي بن العباس من بني جناب بن هبل بن عبد الله بن كنانة بن بكر من قبيلة كلب القضاعية ، ولد في شهر شعبان من سنة 275 هـ، ومات في ذي الحجة سنة 357 هـ وسكن مصر، ألف كتاب جزء البطاقة.